# Eupithecia trisignaria
Eupithecia trisignaria là một loài bướm đêm thuộc họ Geometridae. Loài này có ở châu Âu to Xibia.
Sải cánh dài khoảng 20 mm. Có một lứa một năm con trưởng thành bay từ tháng 6 đến tháng 8.
Ấu trùng ăn các loài Apiaceae khác nhau, bao gồm các loài Angelica và Heracleum. Ấu trùng có thể tìm thấy từ tháng 8 đến tháng 10. Loài này qua đông dưới dạng nhộng.

## Hình ảnh

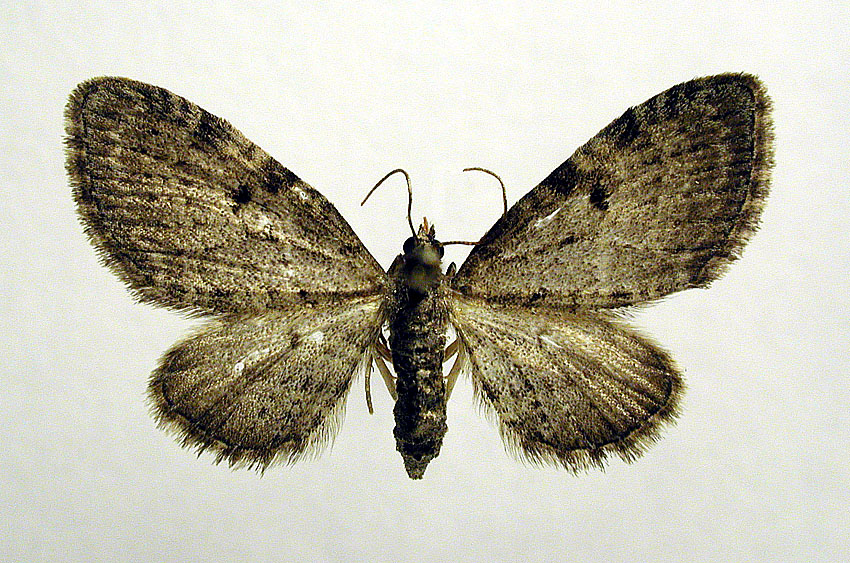
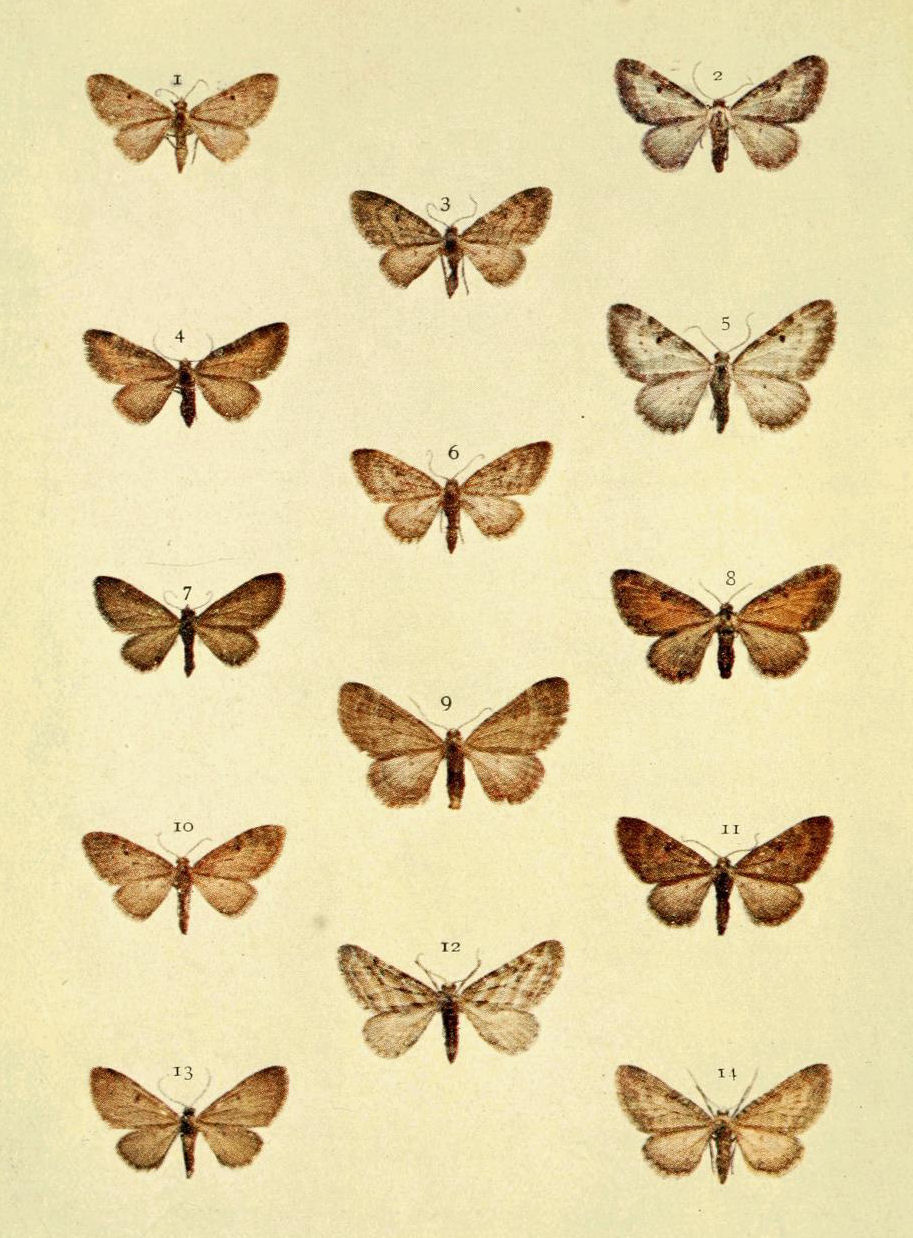